# Bouvardia erecta
Bouvardia erecta är en måreväxtart som först beskrevs av Dc., och fick sitt nu gällande namn av Paul Carpenter Standley. Bouvardia erecta ingår i släktet Bouvardia och familjen måreväxter. Inga underarter finns listade i Catalogue of Life.